# 445 a.C.

## Eventos
- Neemias, o Profeta, reconstrói as muralhas de Jerusalém.
- Caio Cúrcio Filão e Marco Genúcio Augurino, cônsules romanos.
- A Lei Canuleia passa a permitir o casamento entre patrícios e plebeus.